# Умаров, Рустам Маликович
Руста́м Мали́кович Ума́ров (узб. Rustam Malikovich Umarov; род. 26 мая 1984, Наманганская область) — узбекистанский мини-футболист, вратарь. Член национальной сборной Узбекистана (с 2002 года), капитан команды (с 2007 года). Заслуженный мастер спорта Узбекистана.

## Карьера
В детстве несколько лет серьёзно занимался гандболом, а затем переключился на футбол. Начинал с большого футбола, а в 2002 году перешёл в мини-футбол: в 18 лет ему предложили попробовать силы в «мини» в качестве вратаря. Сразу же удалось принять участие в чемпионате Узбекистана, где играл за команду «Лочин». В тот же год был приглашён в сборную. Первая зарубежная поездка состоялась в Индонезию на Чемпионат Азии.
В 2002 году Рустам переехал в Казахстан, где играл за клуб «Аксауыт», после чего вернулся домой, продолжив карьеру в «Строителе» из Зарафшана. С 2007 года являлся капитаном сборной Узбекистана.
В 2008 году перебрался в Россию и два сезона провёл в клубах Суперлиги «Динамо-Тималь» и ЦСКА.
Играя в Суперлиге, не имел возможности выступать за сборную Узбекистана — сроки проведения азиатских континентальных турниров совпадали с играми российского первенства.
После сезона 2009/10 годов, не попадая в основной состав ЦСКА, вернулся на родину и подписал контракт с ташкентским клубом «Ардус».
По итогам 2010 года номинировался Азиатской конфедерацией футбола на звание «Лучшего игрока Азии по мини-футболу».
В 2011 году впервые стал чемпионом Узбекистана вместе с «Ардусом». Следующие два сезона провёл в аренде в других столичных клубах, «Бунёдкоре» и «Локомотиве», причём эти команды были основными соперниками «Ардуса» в чемпионате. В результате Умаров в 2012 году выиграл Кубок страны с «Бунёдкором», а в 2013 сделал «золотой дубль» с «Локомотивом».
В 2012 году, во время краткого возвращения в «Ардус», помог ему дойти до финала Клубного чемпионата Азии, где узбекская команда уступила иранскому клубу «Гити Пасанд».
В июле 2013 года прошёл в Ташкенте тренерские курсы АФК, дающие возможность получить тренерскую лицензию категории «Level-1».
Осенью того же года перешёл в казахстанский клуб «ОзенМунайГаз» из Жанаозена.
Помимо выступления в мини-футболе, Умаров два года играл в чемпионате Узбекистана по большому футболу среди команд первой лиги, выступая за наманганскую областную команду «Мингбулак».

## Достижения
Строитель-Зарафшан
- Обладатель Кубка Узбекистана: 2004/05

Ардус
- Чемпион Узбекистана: 2010/11
- Финалист Клубного чемпионата Азии: 2012

- Бунёдкор
- Обладатель Кубка Узбекистана: 2011/12

- Локомотив
- Чемпион Узбекистана: 2012/13
- Обладатель Кубка Узбекистана: 2012/13

ОзенМунайГаз
- Бронзовый призёр Кубка Казахстана: 2013

Алмалык
- Чемпион Узбекистана: 2014/15, 2015/16

Сборная Узбекистана
- Вице-чемпион Азии: 2006, 2010, 2016
- Бронзовый призёр Чемпионата Азии: 2005, 2007, 2014, 2018
- Бронзовый призёр Азиатских игр: 2005